# Lion (Schiff, 1912)
HMS Lion war ein Schlachtkreuzer der Royal Navy. Sie lief 1910 vom Stapel und war das Typschiff ihrer Klasse. Ihr Entwurf basierte auf den Planungen der Orion-Klasse. Ziel war es, Schiffe aufzulegen, die der deutschen Moltke-Klasse überlegen waren.
Im Ersten Weltkrieg nahm sie am 28. August 1914 am Seegefecht bei Helgoland teil, in dem sie den bereits beschädigten Kleinen Kreuzer Cöln versenkte, und diente dem Befehlshaber der Schlachtkreuzerflotte, Vizeadmiral Beatty, als Flaggschiff sowohl beim Gefecht auf der Doggerbank am 24. Januar 1915 als auch in der Skagerrakschlacht am 31. Mai 1916. Auch nachdem Vizeadmiral Pakenham im Dezember 1916 das Kommando über die Schlachtkreuzerflotte übertragen worden war, blieb sie ihr Flaggschiff. Sie wurde 1924 verschrottet.

## Geschichte

### Bau
HMS Lion wurde am 29. November 1909 bei Dockyard Devonport Kiel gelegt, nachdem die Bewilligung im Etat für 1909 erfolgt war. Der Stapellauf erfolgte am 6. August 1910, die Indienststellung am 4. Juni 1912. Somit betrug die Bauzeit etwa 29 Monate, die Baukosten auf etwa 2,08 Mio. £.

### Doggerbank

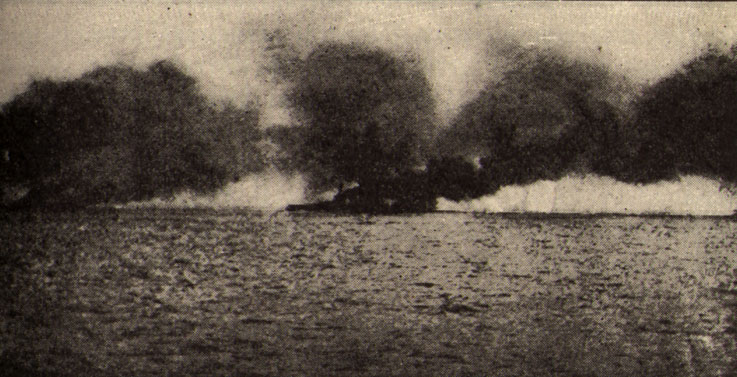
Die Lion brennt in der Skagerrakschlacht

Im Gefecht auf der Doggerbank wurde sie als führendes Schiff zuerst unter Feuer genommen und von 18 schweren Granaten getroffen. Ein Mann wurde getötet und 20 verwundet. Insgesamt etwa 3.000 Tonnen Wasser drangen in das Schiff und es neigte sich mit 10° Schlagseite nach Backbord. Kurz danach fiel die Backbordturbine aus, was die Geschwindigkeit auf 15 Knoten reduzierte.
Schwer beschädigt konnte das Schiff ab 11 Uhr nicht mehr an den Kampfhandlungen teilnehmen. Der Ausfall des Flaggeschiffs führte auf britischer Seite zur Entscheidung, das Gefecht nicht fortzusetzen, die Blücher zu versenken und die deutschen Schlachtkreuzer nicht zu verfolgen. Später musste die Lion sogar durch die Indomitable mit 7 bis 10 Knoten zur provisorischen Reparatur ins schottische Rosyth geschleppt werden. Danach fuhr der Schlachtkreuzer zur endgültigen Reparatur zur Palmers-Werft in Devonport. Insgesamt feuerte die schwere Artillerie in der Schlacht 243 343-mm-Granaten, womit sie nur vier Treffer erzielte: einen auf Blücher, einen auf Derfflinger und zwei auf Seydlitz (von denen einer fast zum Verlust der Seydlitz geführt hätte).

### Skagerrak
Bei der Skagerrakschlacht wurde sie aus 15,1 km Entfernung von einer 30,5-cm-Salve der Lützow getroffen, die den mittleren Geschützturm zerstörte. Von den 100 Mann der Turmbesatzung wurden 98 getötet, eine größere Tragödie konnte aber durch das Eingreifen des tödlich verwundeten Majors der Royal Marines, Francis Harvey, der Kommandant des Geschützturms war, verhindert werden. Er befahl, die Türen der Munitionskammer zu schließen und diese zu fluten. Dadurch konnte er eine Entzündung des Kordit-Treibmittels verhindern und so eine massive Explosion abwenden, die das Schiff zerstört hätte. Er wurde dafür postum mit dem Victoria-Kreuz ausgezeichnet.
Insgesamt wurde das Schiff 14 Mal von schweren deutschen Granaten getroffen und hatte 99 Tote und 51 Verwundete zu verzeichnen. Insgesamt verschoss sie in der Schlacht 326 Granaten aus ihren 343-mm-Geschützen und erzielte damit vier Treffer auf der Lützow und einen Treffer auf der Derfflinger sowie insgesamt sieben Torpedos (vier auf die Schlachtschiffe, zwei auf die Derfflinger und einen auf die Wiesbaden), mit denen sie keine Treffer erzielte.

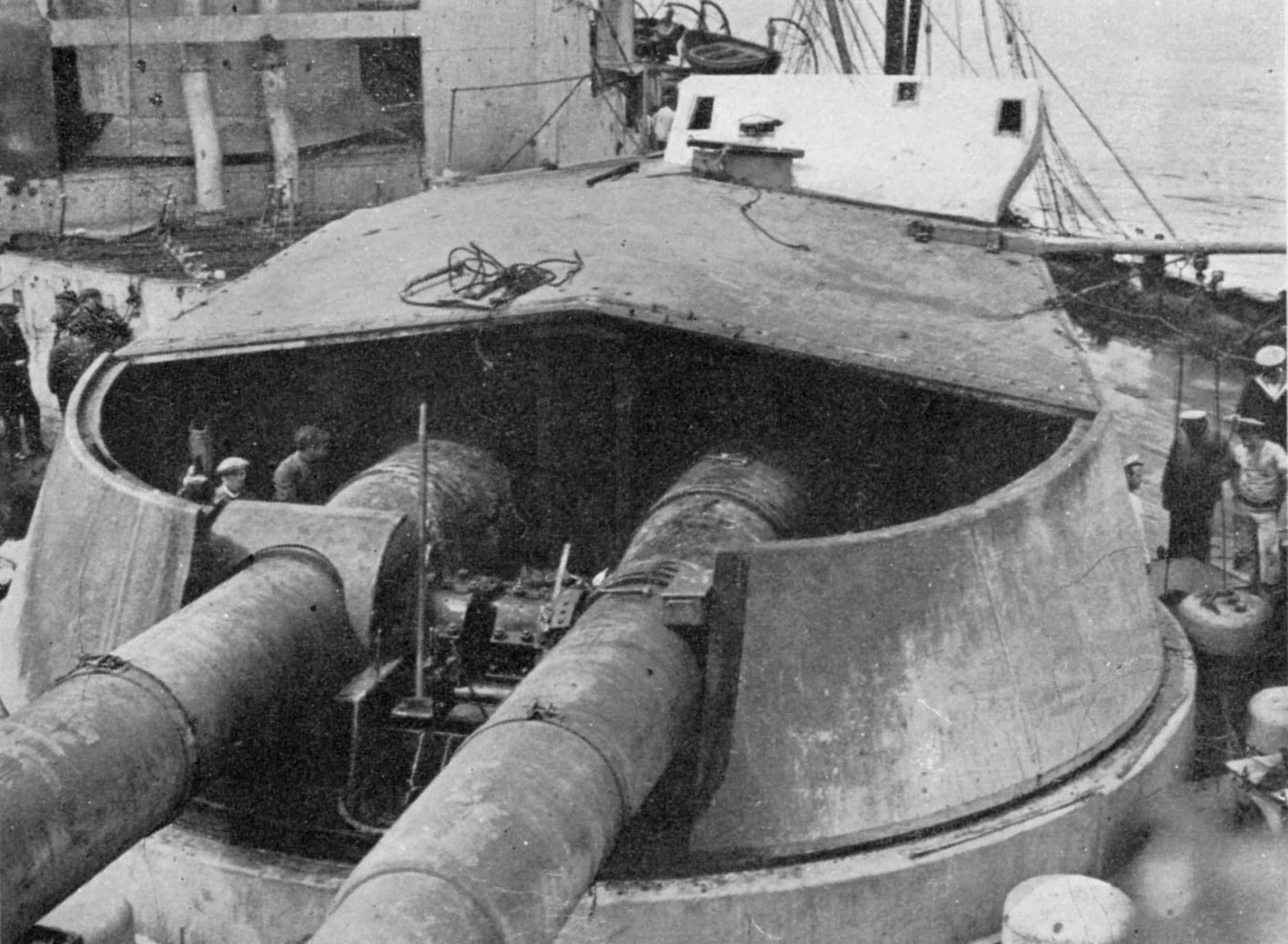
Beschädigungen am Turm Q

Der zerstörte Geschützturm wurde während der mehrmonatigen Reparatur gegen ein Reserveexemplar ausgetauscht. Die Lion verbrachte die restliche Kriegszeit mit wenig ereignisreichen Patrouillenfahrten in der Nordsee. Während des Seegefechts bei Helgoland von 1917 diente sie als Fernsicherung des Kreuzerverbandes.

### Ausmusterung
Im Jahr 1920 wurde die Lion in den Reservestatus versetzt und musste 1924 aufgrund der Bestimmungen des Washingtoner Flottenabkommens verschrottet werden.

## Unterschiede zu den anderen Schiffen der Lion-Klasse und Umbauten

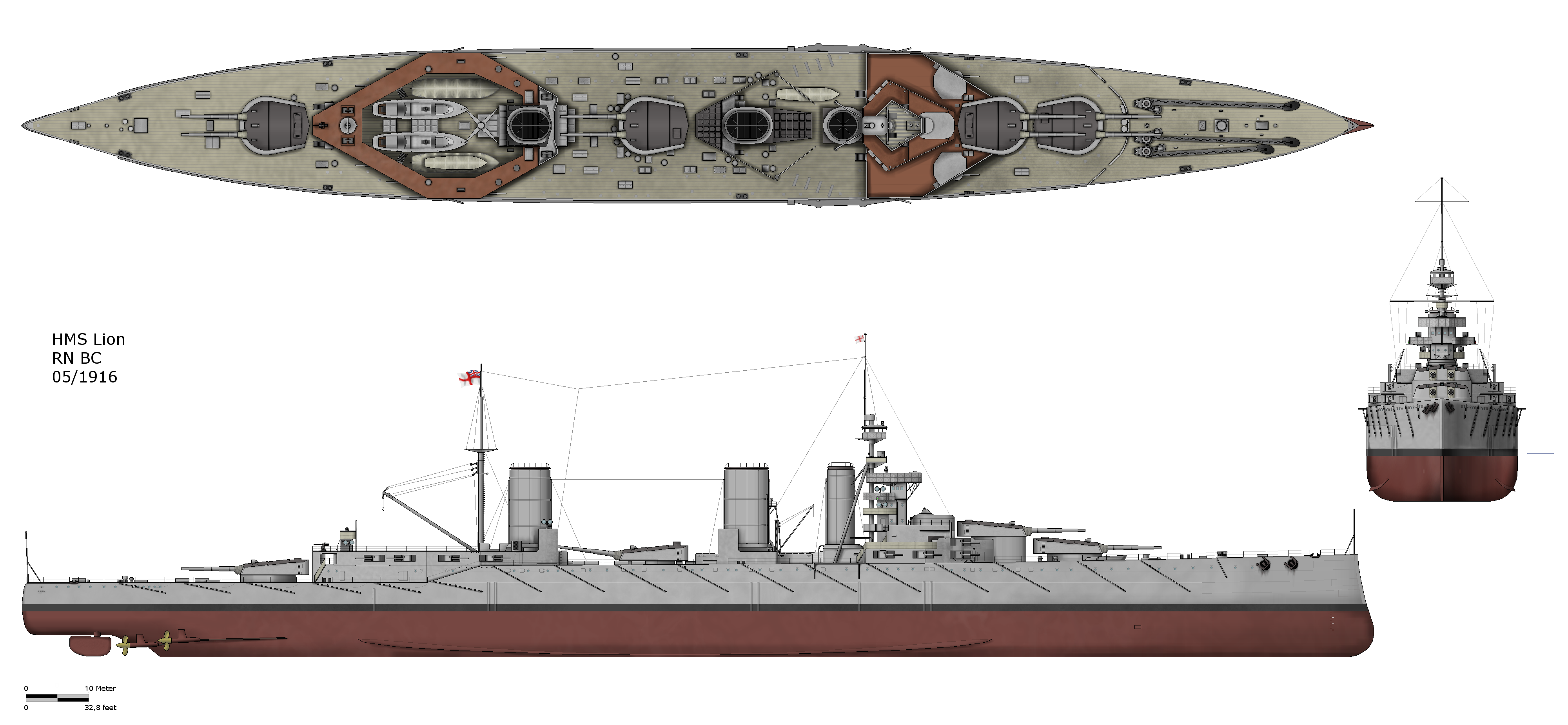
Farbzeichnung der Lion

Die Lion wies einige Unterschiede ihren Schwesterschiffen, Princess Royal und Queen Mary, auf. Erstens wies sie am Anfang dieselbe Aufstellung des vorderen Schornsteins, direkt hinter der Kommandobrücke und vor dem vorderen Mast, wie bei vorangehenden britischen Großkampfschiffen auf. Dies bedeutete, dass der Rauch unterhalb des Marses im Hauptturm und in unmittelbarer Nähe der Brücke austrat, was den Aufenthalt im Mars und auf der Brücke bei hohen Geschwindigkeiten unmöglich machte. Dieser Fehler wurde während der Probefahrten bemerkt und der Schornstein bei einem Umbau vor der Indienststellung um etwa 5 m nach hinten versetzt. Bei den Schwesterschiffen wurden diese Änderungen noch während des Baus ausgeführt. Bei diesem Umbau wurde der vordere Mast, der bislang als Dreibeinmast ausgeführt war, durch einen Pfahlmast ersetzt, der später noch Stützen erhielt. In diesem Zustand ist sie auf den Bildern zu sehen. Zudem hatte sie ab 1917 nur fünfzehn 102-mm-Geschütze, da das hinterste an Steuerbord ausgebaut wurde. 1918 wurden auf den beiden hinteren Geschütztürmen Startplattformen für Aufklärungsflugzeuge installiert und eine Kappe auf dem vorderen Schornstein eingebaut.